# Cát san hô

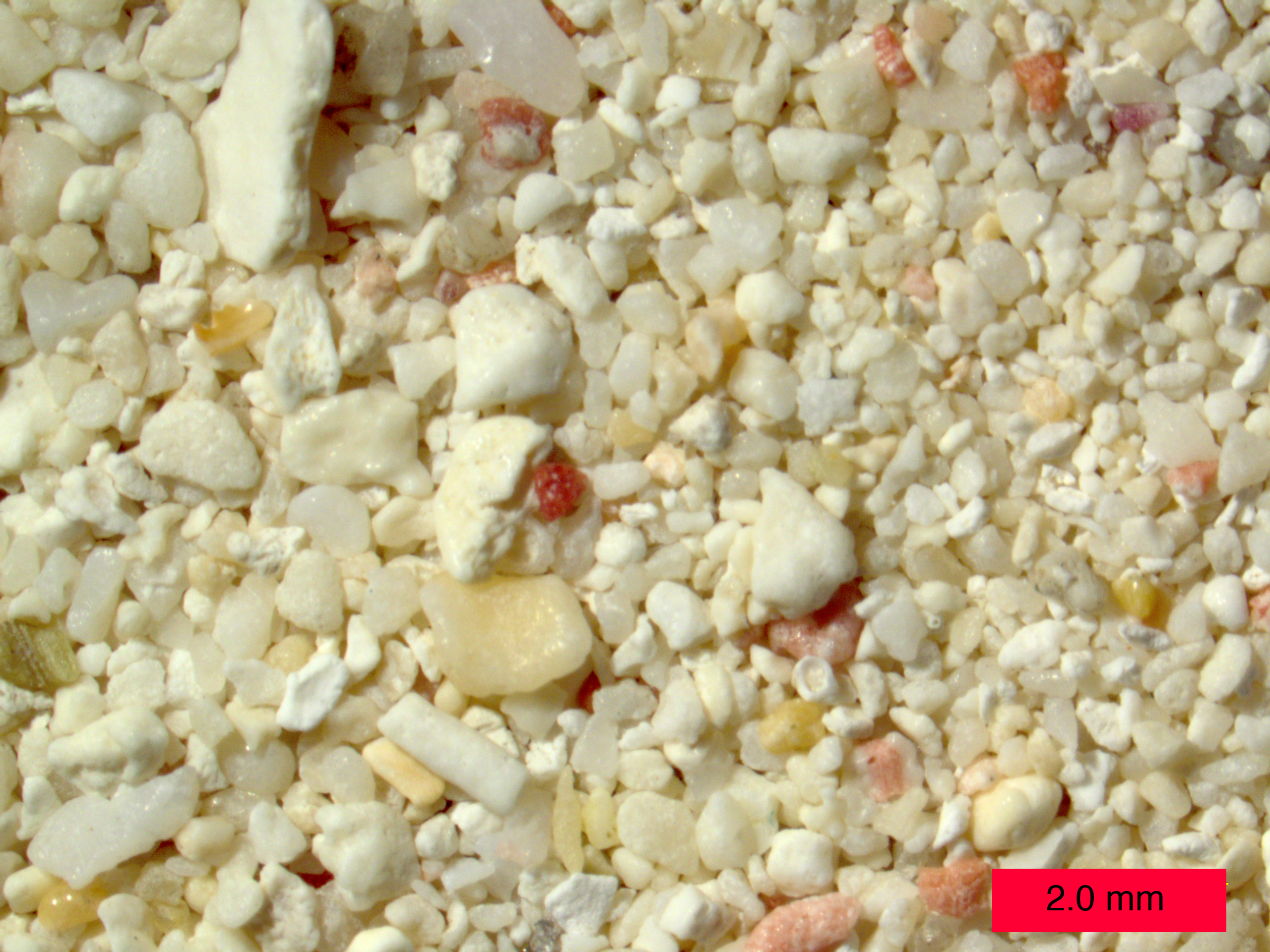
Cát san hô từ một bãi biển ở Aruba

Cát san hô là một tập hợp của cát của các hạt có nguồn gốc ở vùng nhiệt đới và cận nhiệt đới biển môi trường từ xói mòn sinh học của đá vôi nguyên liệu xương thủy sinh vật. Một ví dụ của quá trình này là những con cá vẹt cắn những mảnh san hô, tiêu hóa mô sống và bài tiết thành phần vô cơ dưới dạng phù sa và cát. Tuy nhiên, thuật ngữ "san hô" trong cát san hô được sử dụng một cách lỏng lẻo theo nghĩa này có nghĩa là đá vôi có nguồn gốc sinh học gần đây; san hô không phải là nhân tố đóng góp chủ yếu của các hạt cát cho hầu hết các khoản như vậy. Thay vào đó, các mảnh xương còn sót lại của trùng lỗ, tảo vôi, động vật thân mềm và động vật giáp xác có thể chiếm ưu thế. Bởi vì nó bao gồm đá vôi, cát san hô hòa tan trong axit.

## Vấn đề môi trường
Khai thác cát san hô là một ngành công nghiệp quan trọng trong một số lĩnh vực, và có thể gây ảnh hưởng đến môi trường. Hơn 500.000 tấn cát san hô được khai thác hàng năm từ Mauritius. Nhiều bãi biển Comoros đã bị sẹo do khai thác cát. Hơn 250 tấn vỏ và san hô đã được xuất khẩu từ Tanzania vào năm 1974. Khi Tanzania và Kenya bị cạn kiệt cát san hô thì họ đã chuyển qua khai thác các đảo Zanzibar và Mafia.
Khai thác rộng rãi như vậy có thể rất có hại cho hệ sinh thái rạn san hô và hệ sinh thái bãi biển.
Trong nỗ lực ngăn chặn thiệt hại từ việc khai thác cát rạn san hô, Công ước về buôn bán quốc tế các loài có nguy cơ tuyệt chủng đã thúc giục các bên tham gia công ước bảo tồn và sử dụng bền vững hệ sinh thái rạn san hô.